# Héctor Salvá
Héctor Salvá González (Montevideo, 1939. november 27. – Montevideo, 2015. november 20.) uruguayi válogatott labdarúgó, edző.

## Pályafutása

### A válogatottban
1960 és 1967 között 18 alkalommal szerepelt az uruguayi válogatottban és 2 gólt szerzett. Részt vett az 1966-os világbajnokságon, illetve az 1967-es Dél-amerikai bajnokságon.

## Sikerei, díjai
Egyéni
- Az Uruguayi bajnokság gólkirálya (1): 1964

Uruguay U20
- U20-as Dél-amerikai bajnok (1): 1958

Uruguay
- Dél-amerikai bajnokság bajnok (1): 1967